# Can Malet (Premià de Mar)
Can Malet és una obra eclèctica de Premià de Mar (Maresme) protegida com a Bé Cultural d'Interès Local.

## Descripció
Es tracta d'un immoble a quatre vents de planta rectangular amb un cos central de tres crugies perpendiculars a la façana i dues crugies extremes. La galeria dona a la façana principal.
Les crugies centrals tenen coberta de teulada de pissarra a quatre vessants i un terrat central. Mentre que les crugies extremes tenen coberta plana. L'escala de que comunica les diferents plantes és de quatre trams.
L'immoble està orientat a sud i té façana simètrica. El cos central té tres obertures a cada una de les alçades (dues plantes i sota teulada).
A tot el llarg de la façana hi ha una terrassa amb balustrada que envolta tot el jardí.